# Krystyna Gawlikowska-Hueckel
Krystyna Gawlikowska-Hueckel (ur. 1947) – polska ekonomistka specjalizująca się w ekonomii międzynarodowej, gospodarce regionalnej oraz integracji europejskiej.
Od 1972 jest zatrudniona na Uniwersytecie Gdańskim. W 1973 uzyskała stopień doktora, a 24 lutego 2003 doktora habilitowanego nauk ekonomicznych w zakresie ekonomii.

## Rodzina
Mąż Krzysztof Hueckel jest naczelnym architektem miasta Sopot. Córka Magda Hueckel jest artystką.

## Wybrane publikacje
- Procesy rozwoju regionalnego w Unii Europejskiej : konwergencja czy polaryzacja? (rozprawa habilitacyjna, 2002, ISBN 83-7326-085-4)
- Uwarunkowania rozwoju regionalnego województwa opolskiego ze szczególnym uwzględnieniem migracji zagranicznych (praca zbiorowa, 2002, ISBN 83-916632-7-2)
- Integracja europejska : od jednolitego rynku do unii walutowej  (wraz z Anną Zielińską-Głębocką, 2004, ISBN 83-7387-404-6)
- Handel zagraniczny Małopolski : metodologia badań oraz analiza obrotów w latach 2000-2004 (wraz ze Stanisławem Umińskim, 2005, ISBN 83-922869-1-X)